# المركز المالي المتحف المائي (الاكواريوم)
المركز المالي المتحف المائي
يقع في مركز الأحياء المائية بمركز الملك عبد الله المالي بالرياض.
يقع في مركز الملك عبد الله المالي على مساحة 13,600 متر مربع ومكون من 5 أدوار. ويشمل المبنى أيضا:
الغابة الجنوبية الشرقية وغابة الأمازون المطيرة ومسرح ومعرض وقاعة بسعة 200 مقعد وفصول دراسية، ومساحات البيع بالتجزئة، واللوبي، والإدارة.